# Whirlpool Corporation
La Whirlpool Corporation è un'azienda multinazionale statunitense produttrice di elettrodomestici con sede a Benton Harbor, nel Michigan. Inserita nella lista Fortune 500, è quotata in Borsa al New York Stock Exchange.
Fondata nel 1911 a St. Joseph, Michigan come Upton Machine Company, assunse l'attuale denominazione nel 1950, e rappresenta la maggiore azienda del mondo operante nel settore.

## Storia

### La Upton Machine Company (1911-1929)

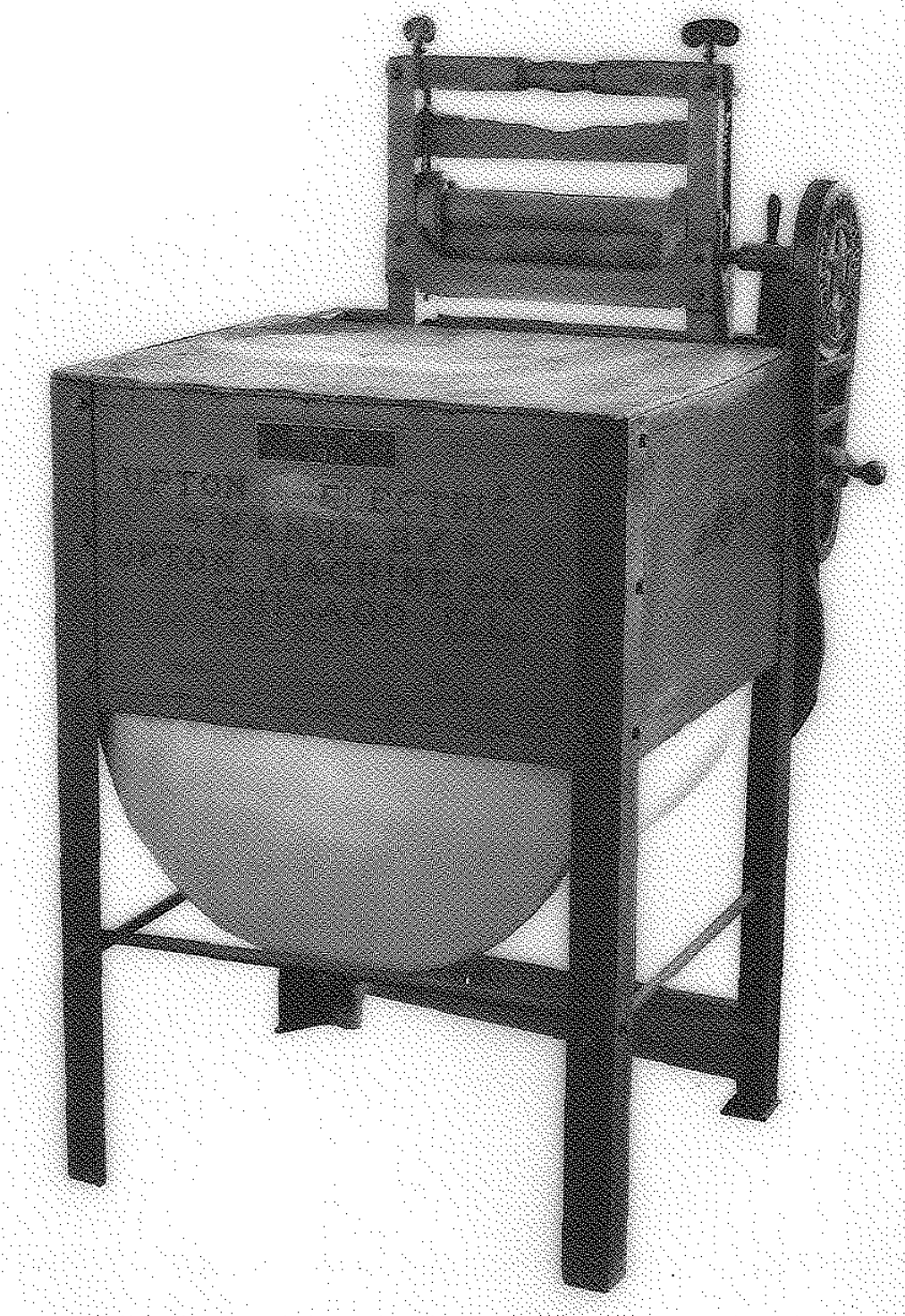
Lavatrice della Upton Machine Company del 1912

Louis Upton (1886-1952), un agente commerciale, nel 1911 acquistò un brevetto per le lavatrici strizzatore a motore elettrico, e il 1º novembre dello stesso anno, assieme al fratello Frederick (1890-1986) e allo zio paterno Emory Upton (1865-1930), fondò a St. Joseph, nel Michigan, una piccola officina specializzata nella costruzione di questo apparecchio, la Upton Machine Company. L'attività poté essere avviata grazie al contributo finanziario di 5.000 dollari dato da Lowell C. Bassford, un amico di famiglia e commerciante di Chicago.
Nel 1912, la Upton Machine Company ricevette il suo primo ordine e contratto dalla divisione elettrica di Chicago della Commonwealth Edison. Quando Upton inconsapevolmente consegnò un ordine anticipato di lavaggio macchine con trasmissione difettosa ingranaggi, l'azienda richiamò le macchine e sostituì gratuitamente le parti difettose. Questa dimostrazione di integrità e impegno alla qualità impressionò la compagnia che raddoppiò il suo ordine. Questo rapporto con la Commonwealth Edison durò fino al 1914, quando la medesima compagnia iniziò a produrre le proprie lavatrici. La perdita di questo importante cliente spinse gli Upton a diversificare le attività della loro impresa: fu acquistata per 20.000 dollari l'attività della American Tools Work, che consisteva nella produzione di giocattoli, stiratrici e accessori per il campeggio.
Nel 1916, la Upton Machine riprese a produrre lavatrici su commissione della catena Sears, Roebuck and Company, che le commercializzava con il marchio Allen. Nel 1919, l'impresa realizzò vendite per 493.000 dollari, e l'anno seguente, nel 1920 tale valore aumentò a 957.000. Tuttavia però, un drastico calo si verificò nel 1921, quando le vendite scesero a 361.000 dollari.
Negli anni venti, l'azienda cominciò a produrre lavatrici con il proprio marchio Upton. Nel 1925, divenne fornitore esclusivo di lavatrici della Sears, che aveva rilevato anche il 35% delle quote della stessa Upton.

### La Nineteen Hundred Corporation (1929-1947)
Nel 1929, ebbe luogo la fusione tra la Upton Machine Company e la Nineteen Hundred Washer Company, grosso produttore di lavatrici di Binghamton, nello Stato di New York, per dar vita alla Nineteen Hundred Corporation. La nuova azienda, di cui presidente fu lo stesso Louis Upton, sorse nel periodo della Grande depressione, alla quale resistette ed ha persino ampliato e modernizzato i suoi impianti di produzione per gestire l'aumento del volume delle vendite. Lo stabilimento di St. Joseph divenne la più grande fabbrica al mondo di lavatrici.
Durante la Seconda guerra mondiale l'azienda produceva parti di armi e materiale bellico vario per lo US Army. Nello stesso periodo, la Nineteen Hundred si concentrò anche sullo sviluppo di una lavatrice automatica a centrifuga, il cui primo modello, soprannominato "Jeep", fu lanciato sul mercato da Sears nel 1947 con il marchio Kenmore.

### La nascita del marchio Whirlpool e l'espansione dell'azienda (1948-1983)
La Nineteen Hundred nel 1948 lanciò la prima lavatrice automatica con il marchio Whirlpool. L'anno successivo, nel 1949, Upton lasciò la presidenza dell'azienda, e gli succedette nella carica Elisha "Bud" Gray II. Venne allargata la gamma dei prodotti a marchio Whirlpool, e alle lavatrici si aggiunsero le asciugatrici e i ferri da stiro.
Nel 1950, l'azienda assunse la ragione sociale Whirlpool Corporation. Quotata alla Borsa di New York nel 1955, a quell'anno avvenne la fusione con la Seeger Refrigerator Company e la divisione condizionatori della Radio Corporation of America, e pertanto l'azienda faceva ingresso nella produzione dei frigoriferi, delle cucine e dei condizionatori d'aria, commercializzati con il marchio RCA-Whirlpool. Furono altresì rilevati due fabbriche a Marion, Ohio e ad Evansville, Indiana, destinate alla produzione di essiccatori e frigoriferi. Fino al 1957, la ragione sociale era stata Whirlpool-Seeger Company, che assorbì la Birtman Electric Company di Chicago, produttrice di aspirapolvere, facendo così ingresso in questo settore merceologico. L'azienda riprese la denominazione Whirlpool Corporation, la cui sede venne spostata a Benton Harbor. L'espansione produttiva portò ad una crescita della rete di rivenditori e distributori indipendenti sparsi nel territorio nazionale. Sempre nel 1957, Whirlpool varcò i confini nazionali con l'avvio di una collaborazione industriale con l'azienda brasiliana di elettrodomestici Companhia Industrial e Comercial Brasmotor, ed il marchio Whirlpool entrava così nei mercati dell'America Latina.
Nel 1961, dopo cinquant'anni di attività, Whirlpool Corporation raggiungeva un fatturato di 436 milioni di dollari. Proseguiva la politica aziendale di diversificazione produttiva: nel 1964 fu rilevata la canadese Heil-Quaker Corporation, produttrice di apparecchiature di riscaldamento e raffreddamento centralizzati, e due anni più tardi, nel 1966, la Warwick Electronics, Inc., azienda produttrice di elettronica di consumo. Sempre a partire dal 1966, spariva dal marchio la dicitura RCA, e da allora tutti gli elettrodomestici prodotti dall'azienda statunitense vennero commercializzati aventi marchio con il solo termine Whirlpool. Nel 1967, Whirlpool realizzò un fatturato di 1 miliardo di dollari, mentre l'anno seguente, nel 1968, nella sede di Benton Harbor venne inaugurato il laboratorio di ricerca e sviluppo. Nel 1969, venne rilevato il 33% dell'azienda canadese Inglis, maggior produttore di elettrodomestici in Canada.
Nel 1970, a Danville, Kentucky, Whirlpool inaugurò uno stabilimento per la produzione di compattatori di rifiuti. Nel 1976, furono acquisiti i marchi brasiliani Consul ed Embraco, e ceduta la quota maggioritaria della controllata Warwick Electronics (57%) alla giapponese Sanyo.

### L'internazionalizzazione (1984-presente)
Whirlpool si espanse ulteriormente negli anni ottanta, sia in termini produttivi e finanziari, ma soprattutto commerciali. Nel 1984, fu costituita la Whirlpool Trading Company, Inc., allo scopo di espandere la commercializzazione dei prodotti sui mercati internazionali. L'anno seguente, nel 1985, Whirlpool entrò nel mercato dei mobili da cucina acquisendo Mastercraft Industries Corporation, seguita dall'acquisto di un altro produttore di mobili, la St. Charles Manufacturing Company, l'anno successivo. Nello stesso anno, fu acquistata la KitchenAid, divisione produttrice di elettrodomestici di alta gamma della Hobart Corporation. Nel 1986, l'azienda contava circa 29.000 dipendenti e realizzava un fatturato di 4 miliardi di dollari. In quell'anno venne rilevata l'azienda italiana Aspera dal Gruppo FIAT, produttrice di compressori per la refrigerazione e il condizionamento d'aria, fornitrice della stessa Whirlpool, con sede e stabilimento a Chieri, in provincia di Torino. Nel 1987, fu rilevato il marchio Roper dalla General Electric.
L'azienda statunitense rafforzò la propria presenza in Europa, dapprima con l'ingresso del titolo alla Borsa di Londra nel 1987, e successivamente, nel 1988, con l'acquisizione del 53% della divisione elettrodomestici dell'olandese Philips, assieme alla quale costituì la Whirlpool International BV, una joint venture per la produzione e la commercializzazione degli elettrodomestici a marchio Philips-Whirlpool, Ignis e Bauknecht per il mercato europeo, con sede legale a Veldhoven. Altre joint venture furono costituite, in India nel 1987 assieme alla Sundaram-Clayton Limited of India, la TVS Whirlpool Limited, per la produzione di lavatrici compatte destinate al mercato di quel paese, e in Messico nel 1988 assieme alla Vitro, la Vitromatic SA, per la produzione di elettrodomestici.
Nel 1991, la Whirlpool Europe BV passò interamente sotto il controllo statunitense, e così Whirlpool poté consolidare la propria presenza in Europa ed espandersi verso l'Asia e il Nord Africa. L'espansione in Asia, sia a livello di mercato che con l'apertura di nuove filiali e insediamenti produttivi, avvenne in due periodi diversi, quello compreso tra il 1993 e il 1996, e dopo il 2000. La medesima politica fu attuata anche in America Latina, dove nel 1997 Whirlpool assunse il pieno controllo di Brasmotor. Il Gruppo americano, nel 1997 contava stabilimenti in 13 paesi, 61.370 dipendenti e realizzava un fatturato di 8,6 miliardi di dollari.
Nel 2006, Whirlpool ha rilevato la Maytag Corporation e i relativi marchi, ed è divenuta la maggior produttrice mondiale di elettrodomestici, sorpassando la svedese Electrolux. Tre anni più tardi, nel 2009, assieme alla cinese Hisense crea la Whirlpool China, per la produzione di lavatrici e frigoriferi nel paese asiatico con i marchi Whirlpool, Hisense e Rongsheng.
Nel 2014, attraverso la consociata Whirlpool Italia Holdings S.r.l., rileva la multinazionale italiana Indesit Company, e attraverso questa operazione acquisisce il controllo dei marchi Indesit e Hotpoint. Nel 2015-21, Whirlpool ha dismesso alcuni stabilimenti di produzione, dei quali l'ultimo è stato quello turco di Manisa (ex Merloni-Indesit), ceduto alla Arçelik.

## Informazioni e dati
Whirlpool Corporation con sede a Benton Harbor, nel Michigan, è una multinazionale statunitense che produce e commercializza elettrodomestici per il lavaggio e asciugatura (lavatrici, asciugatrici, lavasciuga, lavastoviglie), la refrigerazione (frigoriferi, congelatori), la cottura (forni, forni a microonde, piani cottura, cappe), e il condizionamento d'aria (climatizzatori).
Opera principalmente con il marchio Whirlpool, con cui è presente nei mercati di quasi 200 paesi dei cinque continenti, oltre che con marchi regionali. Nel 2020, ha realizzato un fatturato di 19,5 miliardi di dollari statunitensi (16,1 miliardi di euro), un utile netto di 1 miliardo (830 milioni di euro), esprimeva un EBIT di 1,3 miliardi (1 miliardo di euro) e un EBITDA di 2,3 miliardi (1,9 miliardi di euro), e impiegava approssimativamente 78.000 dipendenti. Il fatturato del Gruppo è stato generato per il 31% dai refrigeranti, per il 29% dai prodotti per il lavaggio, per il 25% da quelli per la cottura, e il 15% da altri tipi di prodotti. A livello geografico, l'area in cui Whirlpool ha realizzato la maggior quantità di vendite è stata il Nord America con il 58%, a seguire l'area EMEA (Europa, Medio Oriente e Africa) con il 22%, l'America Latina con il 13% e l'Asia con il 7%.
Nel 2020, gli stabilimenti di produzione erano 35, di cui 10 negli Stati Uniti, 4 in Italia, 4 in Messico, 3 in Brasile, 3 in India, 3 in Polonia, 2 in Cina, ed uno ciascuno in Argentina, Colombia, Gran Bretagna, Russia, Slovacchia e Turchia. A questi si aggiungo 22 centri dedicati alla ricerca e sviluppo dei prodotti, presenti soprattutto negli Stati Uniti e in Cina.

### Marchi del Gruppo Whirlpool
- Acros
- Affresh
- Amana
- Ariston
- Bauknecht
- Brastemp
- Consul
- Diqua
- Everydrop
- Gladiator
- Hotpoint
- Ignis
- Indesit
- Jenn-Air
- KitchenAid
- Maytag
- Roper
- Whirlpool
- Yummly